# Предял
Предял (рум. Predeal) — місто у повіті Брашов в Румунії. Адміністративно місту підпорядковані такі села (дані про населення за 2002 рік):
- Пириул-Рече (1056 осіб)
- Тімішу-де-Жос (212 осіб)
- Тімішу-де-Сус (571 особа)

Місто розташоване на відстані 125 км на північ від Бухареста, 16 км на південь від Брашова.

## Населення
За даними перепису населення 2002 року у місті проживали 5615 осіб.
Національний склад населення міста:
| Національність   | Кількість осіб | Відсоток |
| ---------------- | -------------- | -------- |
| румуни           | 5447           | 97,0%    |
| угорці           | 125            | 2,2%     |
| німці            | 21             | 0,4%     |
| цигани           | 16             | 0,3%     |
| росіяни-липовани | 2              | < 0,1%   |
| турки            | 1              | < 0,1%   |
| болгари          | 1              | < 0,1%   |
| італійці         | 1              | < 0,1%   |

Рідною мовою назвали:
| Мова             | Кількість осіб | Відсоток |
| ---------------- | -------------- | -------- |
| румунська        | 5485           | 97,7%    |
| угорська         | 108            | 1,9%     |
| німецька         | 14             | 0,2%     |
| українська       | 2              | < 0,1%   |
| російська        | 2              | < 0,1%   |
| турецька         | 1              | < 0,1%   |
| болгарська       | 1              | < 0,1%   |
| єврейська (їдиш) | 1              | < 0,1%   |
| італійська       | 1              | < 0,1%   |

Склад населення міста за віросповіданням:
| Релігія                                       | Кількість осіб | Відсоток |
| --------------------------------------------- | -------------- | -------- |
| православні                                   | 5323           | 94,8%    |
| римо-католики                                 | 180            | 3,2%     |
| греко-католики                                | 23             | 0,4%     |
| реформати                                     | 18             | 0,3%     |
| лютерани (Синодально-пресвітеріанська церква) | 14             | 0,2%     |
| не релігійні                                  | 13             | 0,2%     |
| лютерани                                      | 9              | 0,2%     |
| баптисти                                      | 6              | 0,1%     |
| унітарії                                      | 6              | 0,1%     |
| атеїсти                                       | 4              | 0,1%     |
| п'ятдесятники                                 | 3              | 0,1%     |
| адвентисти                                    | 2              | < 0,1%   |
| бретрени                                      | 2              | < 0,1%   |
| лютерани (Аугсбурзького сповідання)           | 2              | < 0,1%   |
| юдеї                                          | 1              | < 0,1%   |
| не вказали релігію                            | 1              | < 0,1%   |

## Зовнішні посилання
- Дані про місто Предял на сайті Ghidul Primăriilor [Архівовано 6 липня 2009 у Wayback Machine.]